# قوات أوسيتيا الجنوبية المسلحة

شعار أوسيتيا الجنوبية

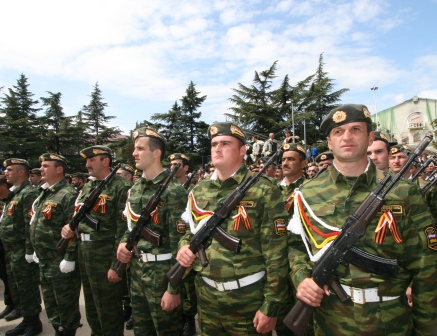
جنود أوسيتيا الجنوبية خلال إستعراض في تسخينفالي في مايو 2009.

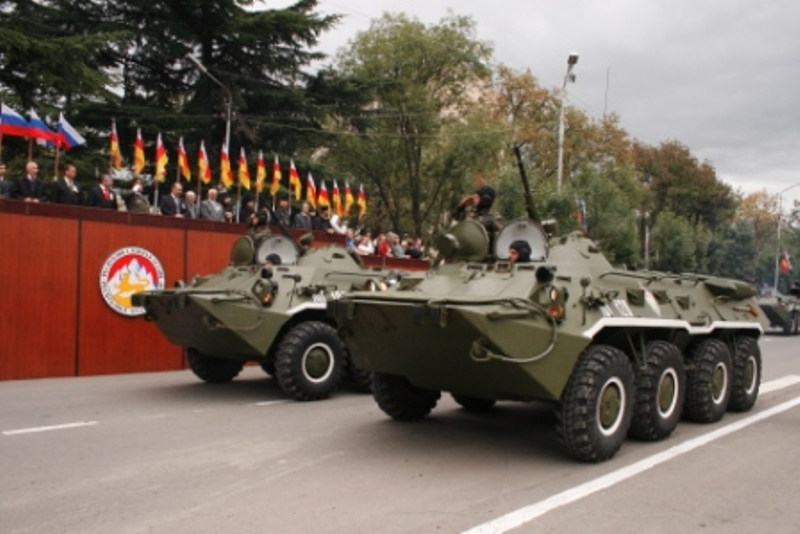
بي تي أر-80 تابعة لأوسيتيا الجنوبية خلال إستعراض في تسخينفالي في سبتمبر 2009.

قوات أوسيتيا الجنوبية المسلحة أو القوات المسلحة الأوسيتية الجنوبية أو الجيش الأوسيتي الجنوبي هي قوات مسلحة الرسمية لأوسيتيا الجنوبية.

## التاريخ
تعرف القوات المسلحة لأوسيتيا الجنوبية بمشاركتها في حرب أوسيتيا الجنوبية سنة 2008. و خلال هذه الفترة حددت الخسائر البشرية الإجمالية بحوالي 150 حالة وفاة من الجنود.

## التركيب
تتكون قوات أوسيتيا الجنوبية المسلحة من قوات برية و سلاح الجو.

## القوات البشرية
تتكون القوات المسلحة من 500 2 رجل عسكري و 000 16 احتياطي.

## العتاد
- 5 دبابات من نوع تي-54 و 10 دبابات أخرى من نوع تي-72.
- 36 مدفع.
- 4 مدافع مضادة للدبابات.
- 30 قذيفة هاون.
- 52 مركبة نقل الجنود.
- 10 مدافع مضادة للطائرات.
- 4 طائرات هيليكوبتر من نوع ميل مي-8

خلال حرب أوسيتيا الجنوبية 2008، تم تحويل الدبابات الجورجية المستولى عليها إلى الجيش الأوسيتي الجنوبي.

## مقالات ذات صلة
- أوسيتيا الجنوبية
- القوات المسلحة الأبخازية
- القوات المسلحة الجورجية
- حرب أوسيتيا الجنوبية 2008